# Municipio de West Wheatfield
El municipio de West Wheatfield (en inglés: West Wheatfield Township) es un municipio ubicado en el condado de Indiana en el estado estadounidense de Pensilvania. En el año 2000 tenía una población de 2.375 habitantes y una densidad poblacional de 29 personas por km².

## Geografía
El municipio de West Wheatfield se encuentra ubicado en las coordenadas 40°27′00″N 79°08′00″O / 40.45000, -79.13333.

## Demografía
Según la Oficina del Censo en 2000 los ingresos medios por hogar en la localidad eran de $31,224 y los ingresos medios por familia eran de $34,355. Los hombres tenían unos ingresos medios de $29,087 frente a los $21,023 para las mujeres. La renta per cápita de la localidad era de $14,228. Alrededor del 11,4% de la población estaba por debajo del umbral de pobreza.